# Internet Explorer 6
Internet Explorer 6 è la sesta versione dell'omonimo browser prodotto da Microsoft, rilasciata per la prima volta il 27 agosto 2001. È stata sostituita nel 2007 dalla nuova versione Windows Internet Explorer 7. È il browser predefinito di Windows XP e Windows Server 2003. Nel 2004 era usato da più del 90% degli utenti del World Wide Web.

## Caratteristiche
È stata l'ultima versione del browser a non usare la navigazione a schede, introdotta nella versione successiva. Sebbene questa caratteristica fosse stata inizialmente reputata inutile dalla stessa Microsoft, venne reso disponibile un plug-in MSN per implementare la navigazione a schede nella versione 6. Nonostante l'assenza delle schede, nel settembre del 2008 la metà degli utenti di Internet Explorer continuava ad usare questo browser, che a più di 7 anni dall'uscita continuava a possedere un'alta quota di mercato, il 25% circa. Internet Explorer 6 offre un parziale supporto al CSS 1, al DOM livello 1 e al SML 1.1. Altre migliorie apportate al browser sono l'implementazione della Media Bar, l'integrazione con Windows Messenger e l'aggiunta dell'Internet Explorer Administation Kit. Dal punto di vista grafico utilizza il tema "Luna", basato su quello di Windows XP.

## Versioni
Versione di test
     Aggiornamento di sicurezza
| Versione   | Versione estesa | Pubblicato il | Nuove funzionalità | Fornito con                     | Supporta                                      |
| ---------- | --------------- | ------------- | --- | ------------------------------- | --------------------------------------------- |
| 6.0 beta 1 |                 | 22/03/01      | Altre modifiche CSS e correzione bug per maggiore conformità al W3C; aggiunta la nuova funzione smart tag.                                                  |                                 |                                               |
| 6.0        |                 | 27/08/01      | Rimossa la funzione smart tag aggiunta nella precedente beta.                                                                                               | Windows XP                      | Windows NT 4.0, 98, 2000, Me, XP              |
| 6.0 SP1    |                 | 09/09/02      | Patch di vulnerabilità. Ultima versione supportata su Windows NT 4.0 SP6a, 98, Me e 2000.                                                                   | Windows XP SP1, Server 2003     | Windows NT 4.0, 98, 2000, Me, XP, Server 2003 |
| 6.0 SP2    |                 | 25/08/04      | Patch di vulnerabilità. Funzione per il blocco di pop-up/ActiveX; funzione per la gestione dei componenti aggiuntivi. Supporto terminato il 13 luglio 2010. | Windows XP SP2, Server 2003 SP1 | Windows XP, Server 2003                       |
| 6.0 SP3    |                 | 21/04/08      | Ultimi aggiornamenti inclusi con Windows XP SP3. Supporto esteso fino all'8 aprile 2014.                                                                    | Windows XP SP3                  | Windows XP                                    |

## Sicurezza

IE 6 mentre blocca una finestra popup

Nel 2008 risultarono almeno 130 falle di sicurezza in Internet Explorer 6, di cui alcune classificate come "critiche", almeno 20 prive di patch.

## Critiche

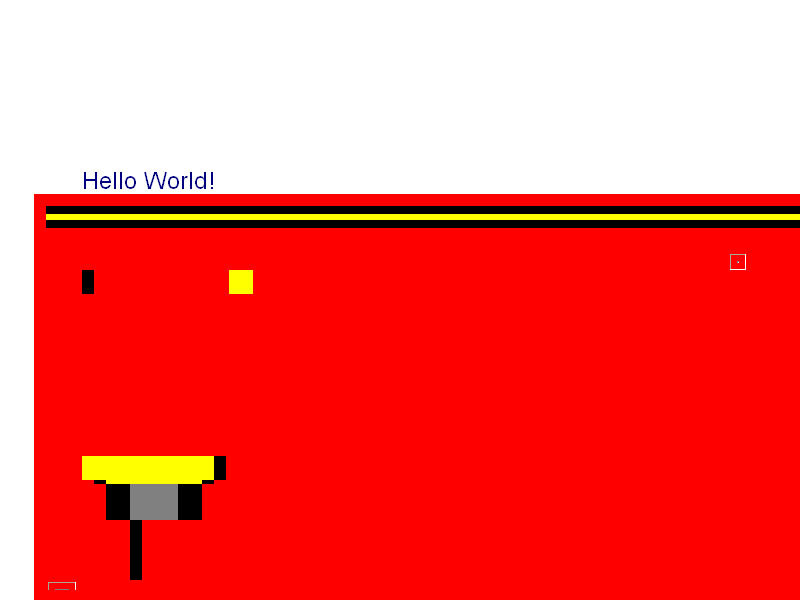
IE 6 mentre mostra il suo risultato all'Acid2

La maggior critica rivolta a Internet Explorer 6 è la velocità con cui la Microsoft trova e rilascia gli aggiornamenti per la falle di sicurezza, giudicata troppo lenta da alcuni. Inoltre Internet Explorer 6 non riesce a superare l'Acid2, poiché non supporta totalmente gli standard del W3C. Il Magazine PC World ha valutato Internet Explorer 6 come uno dei peggior prodotti di tutti i tempi.
Nel luglio 2009, YouTube ha dichiarato la sua decisione di cessare il supporto ad Internet Explorer 6 in tempi brevi. Alcuni mesi dopo, Google ha dichiarato che toglierà il supporto ad Internet Explorer 6 anche da altri servizi